# المرأة في إنجلترا

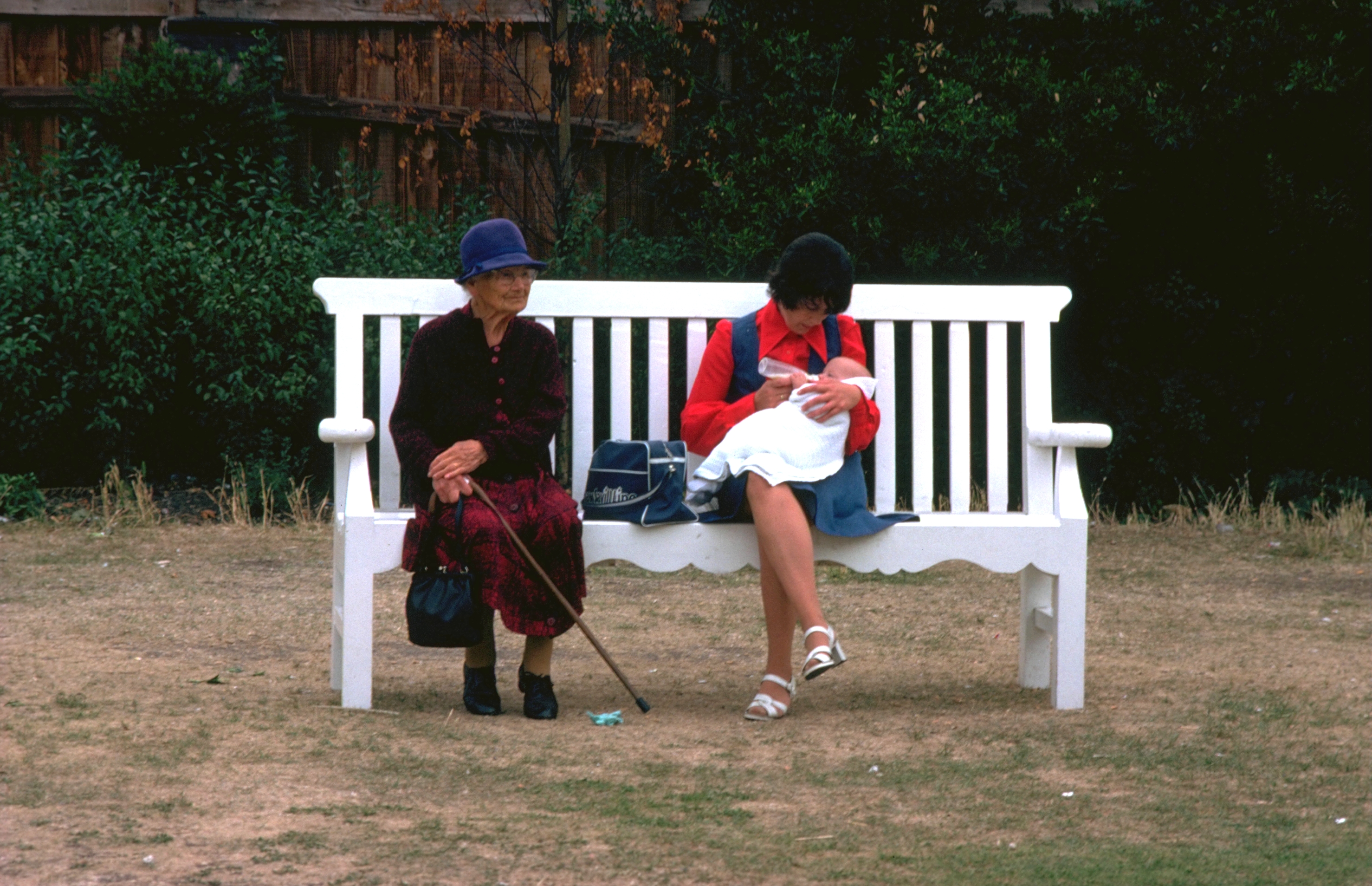
ثلاث أجيال نسائية إنجليزية، الجدة وابنتها وحفيدتها.

المرأة الإنجليزية هي المرأة التي تعيش في المجتمع الإنجليزي وهي واحدة ضمن 
التي طالما اكتفت بالعمل المنزلي وتربية الأطفال، باستثناء بعض العائلات الإنجليزية التي سمحت بتوزيع الأدوار في العمل بين الرجال والنساء. كما يُسمح للنساء في الثقافة الإنجليزية بثقافة الشرب.